# Juan Antonio Desvalls

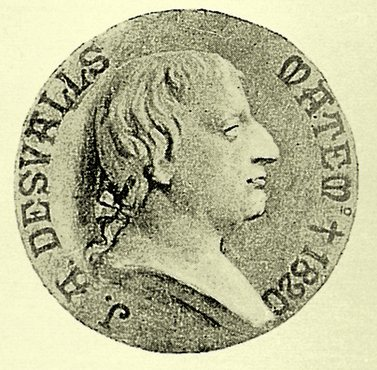
Retrato de Juan Antonio Desvalls y de Ardena.

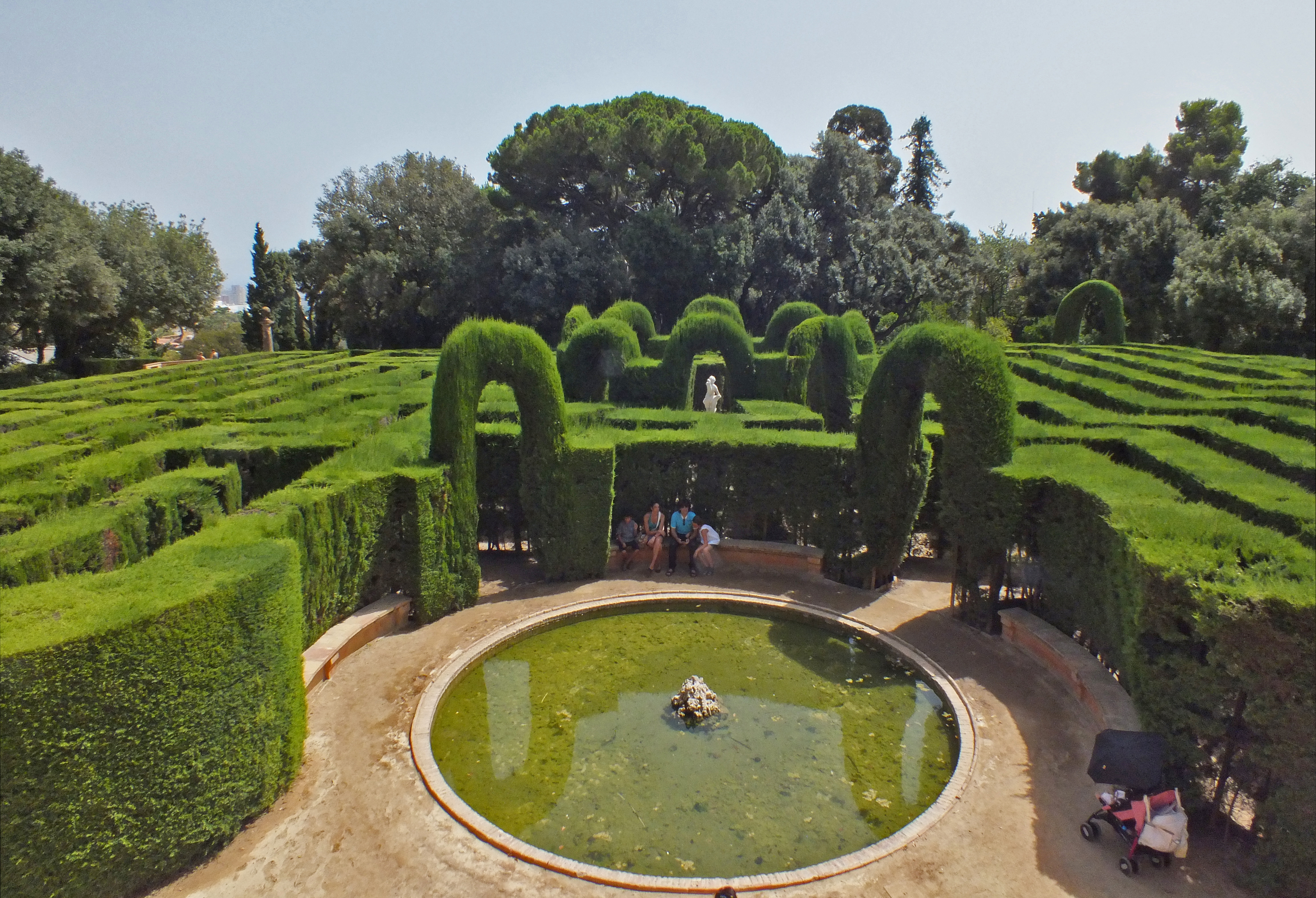
El parque del Laberinto de Horta (hoy Barcelona), construido por Juan Antonio Desvalls.

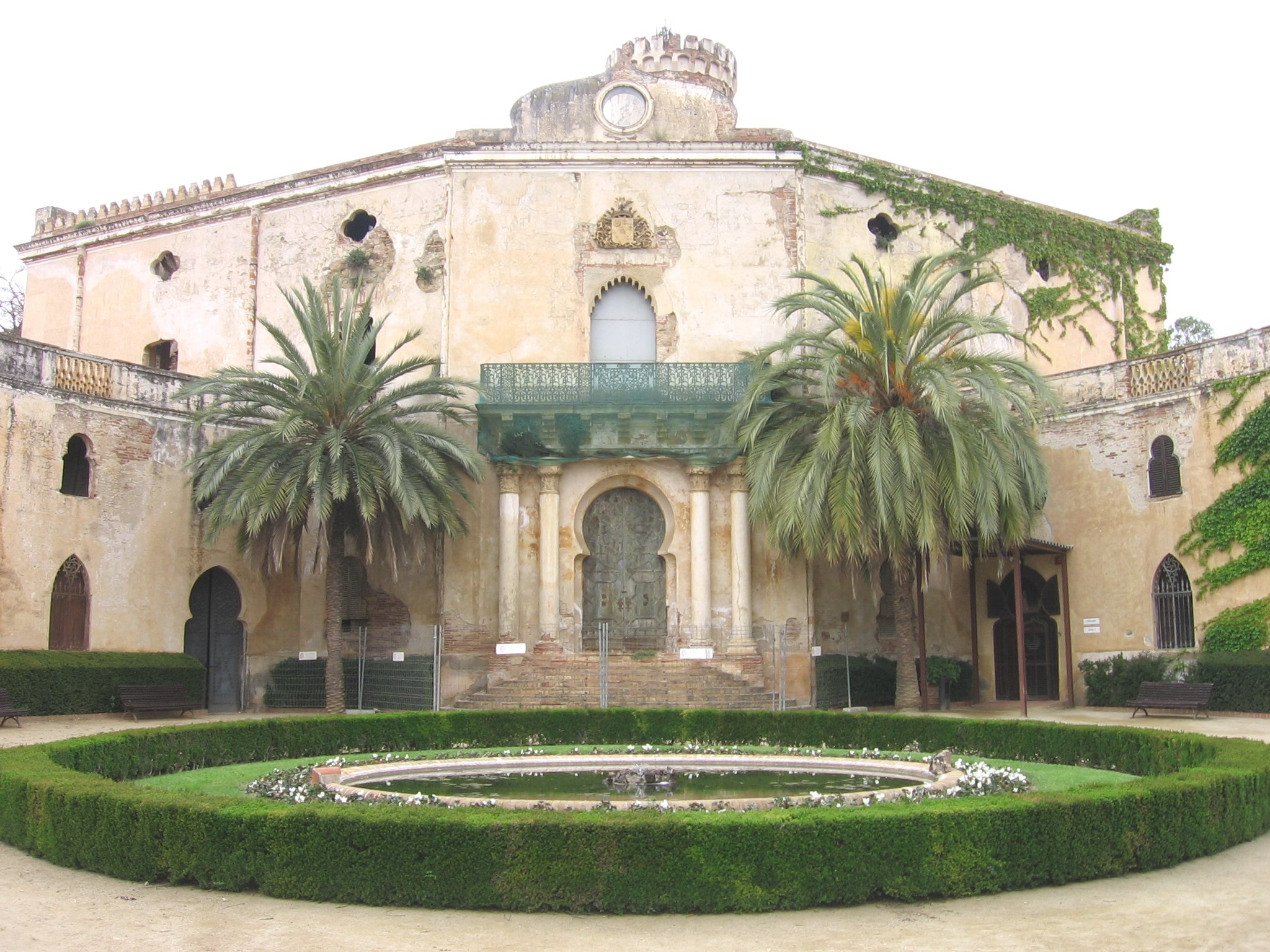
Palacio Desvalls, en la en Villa de Horta, hoy Barcelona.

Juan Antonio Desvalls y de Ardena (en catalán: Joan Antoni Desvalls i d'Ardena) (Barcelona 1740-1820), VI marqués de Lupiá, III marqués de Poal y marqués consorte de Alfarrás, fue un hacendado y científico español.
Fue discípulo y colaborador del matemático y filósofo Tomàs Cerdà en el Colegio de Cordellas de Barcelona.
Como hombre culto y de una gran sensibilidad artística, hizo construir en 1791, dentro de su finca de recreo del barrio de Horta, un jardín de estilo neoclásico conocido como Laberinto de Horta. El concepto de este jardín, influido por la mitología griega, se basa en un diseño realizado por el propio Desvalls en colaboración con el arquitecto italiano Domenico Bagutti.
Se convirtió en uno de los fundadores de la Conferencia Físico-matemática Experimental de 1764, de la cual también fue secretario perpetuo, así como vicepresidente de la Real Academia de Ciencias Naturales y Artes de Barcelona ente 1799-1808 y 1814-1820.
Poseyó una importante biblioteca y escribió diversos trabajos sobre física, zoología y meteorología, como la Disertación sobre los terremotos de 1783 o El aerómetro o pesalicores de 1791.
En 1793 organizó, a cargo del Ayuntamiento de Barcelona, un cuerpo de voluntarios para luchar contra las tropas francesas. En 1808 contribuyó a la resistencia contra las tropas napoleónicas con bienes propios. 
En 1812 fue elegido representante de Barcelona a las Cortes de Cádiz, pero no asistió por motivos de salud.
- Datos: Q1690712